# Талаги (аэропорт)
Аэропорт Архангельск (Тала́ги) имени Ф. А. Абрамова — международный аэропорт города Архангельск. Является аэропортом федерального значения. Расположен в Талажском авиагородке, в 10 км к северо-востоку от центра города. Открыт 5 февраля 1963 года. С 1 мая по 30 ноября 2023 года был временно закрыт для приёма воздушных судов из-за реконструкции, возобновив штатную работу 1 декабря 2023 года.

## История
Первоначальное название Талаги носили два хутора и небольшая деревня, расположенные в Соломбальской волости Архангельского уезда Архангельской губернии. Наименование Талаги идёт от названия обширной территории северней Архангельска, которое у финно-угров может обозначать «ива, ивняк, ивовый куст».
Аэродром Талаги был построен летом 1942 года под руководством представителя ГКО Ивана Дмитриевича Папанина как военный аэродром с покрытием ВПП из деревянных решёток, заполненных гравием.

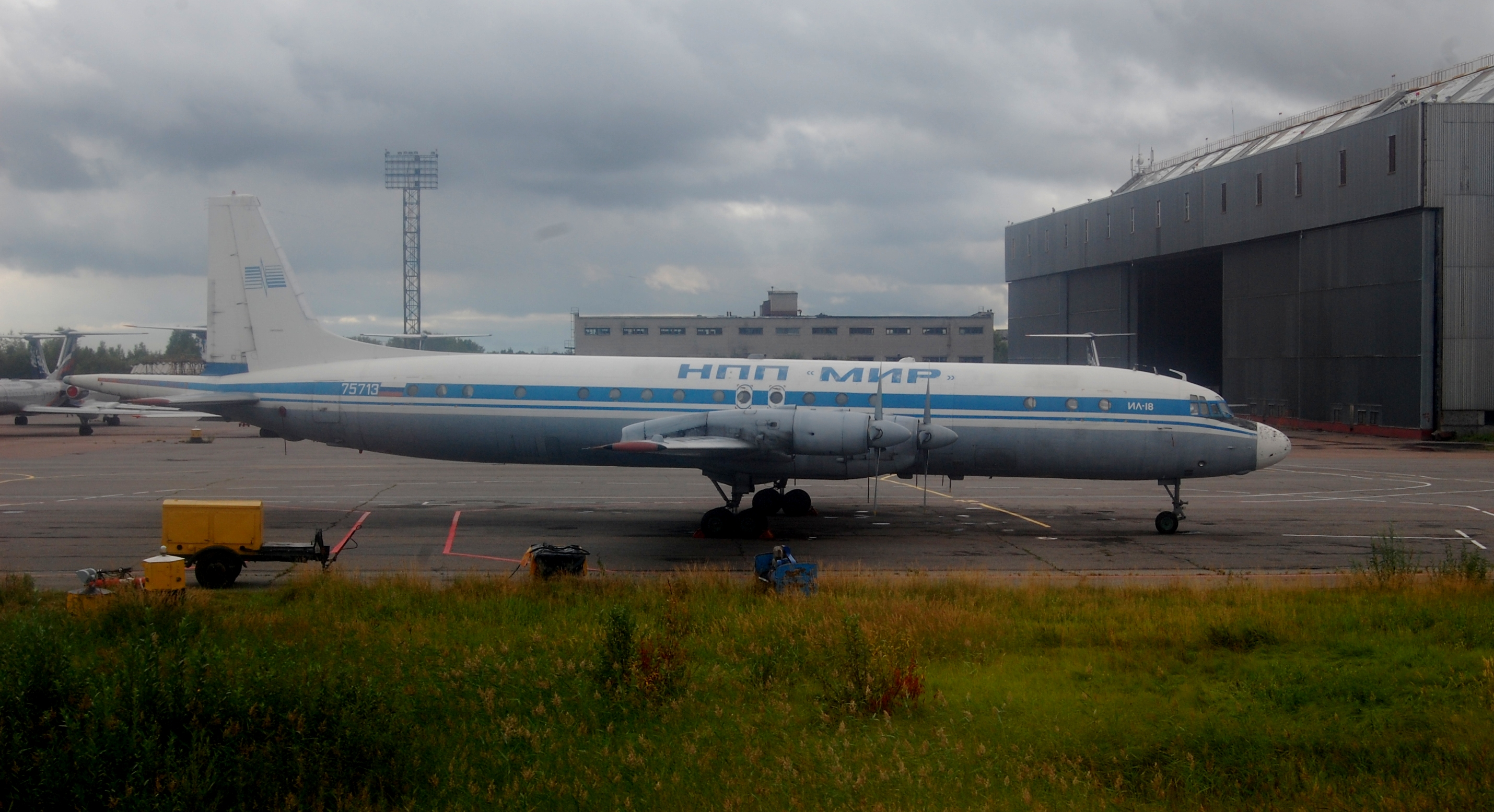
Ил-18 в аэропорту Талаги в 2010 году

Используется как гражданский аэропорт с 1963 года. Первыми типами самолётов, начавшими выполнять рейсы из аэропорта, были Ли-2, Ил-14, Ан-24, Ил-18 и Як-40.
На аэродроме дислоцировались:
- в период с 27 июля 1953 года по 01 июля 1960 года 878-й истребительный авиационный Калинковичский ордена Суворова полк на самолётах МиГ-15 и МиГ-17 до своего расформирования[9];
- 518-й истребительный авиационный Берлинский ордена Суворова полк (войсковая часть 42192), входивший в состав 10-й отдельной армии ПВО (Архангельская армия ПВО). В октябре 1966 года 518-й иап первым в войсках ПВО получил на вооружение Ту-128, в 1980-х полк был перевооружен на самолёты МиГ-31[10]. В 1998 году 518 иап был расформирован[9][11].

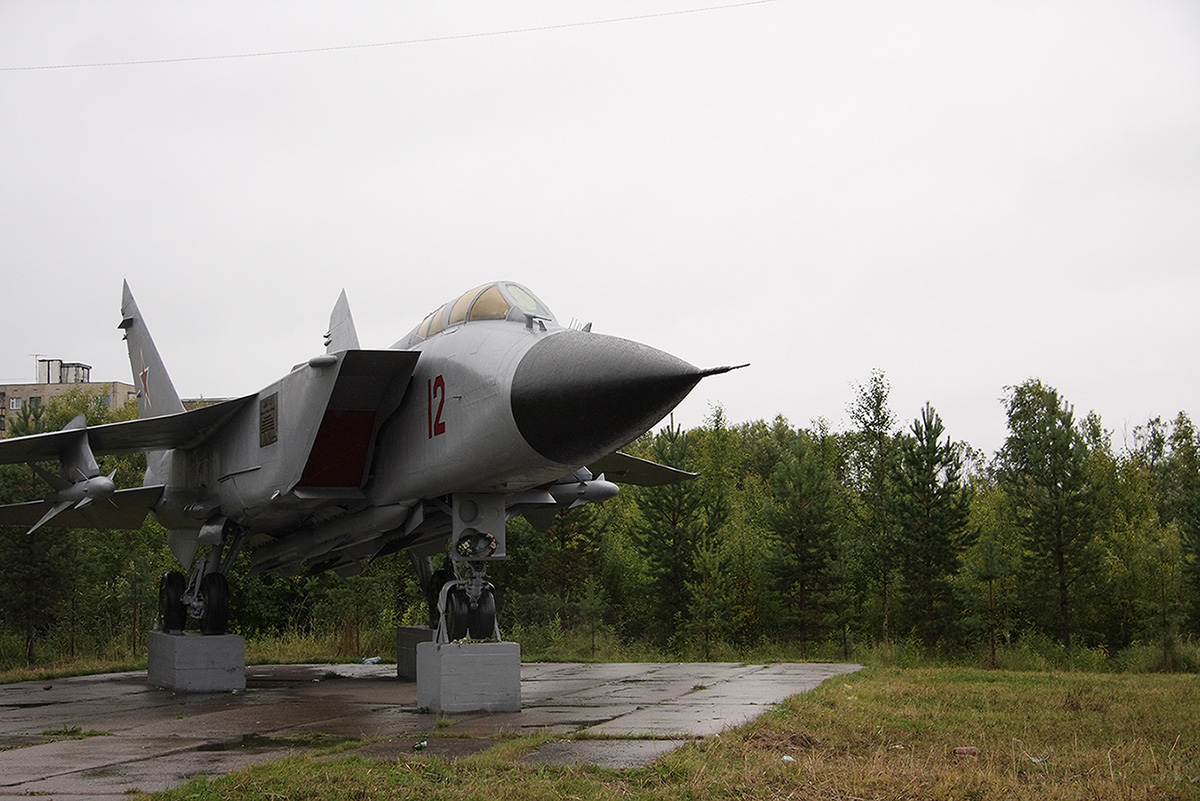
МиГ-31 на вечной стоянке в честь
518-го ИАП

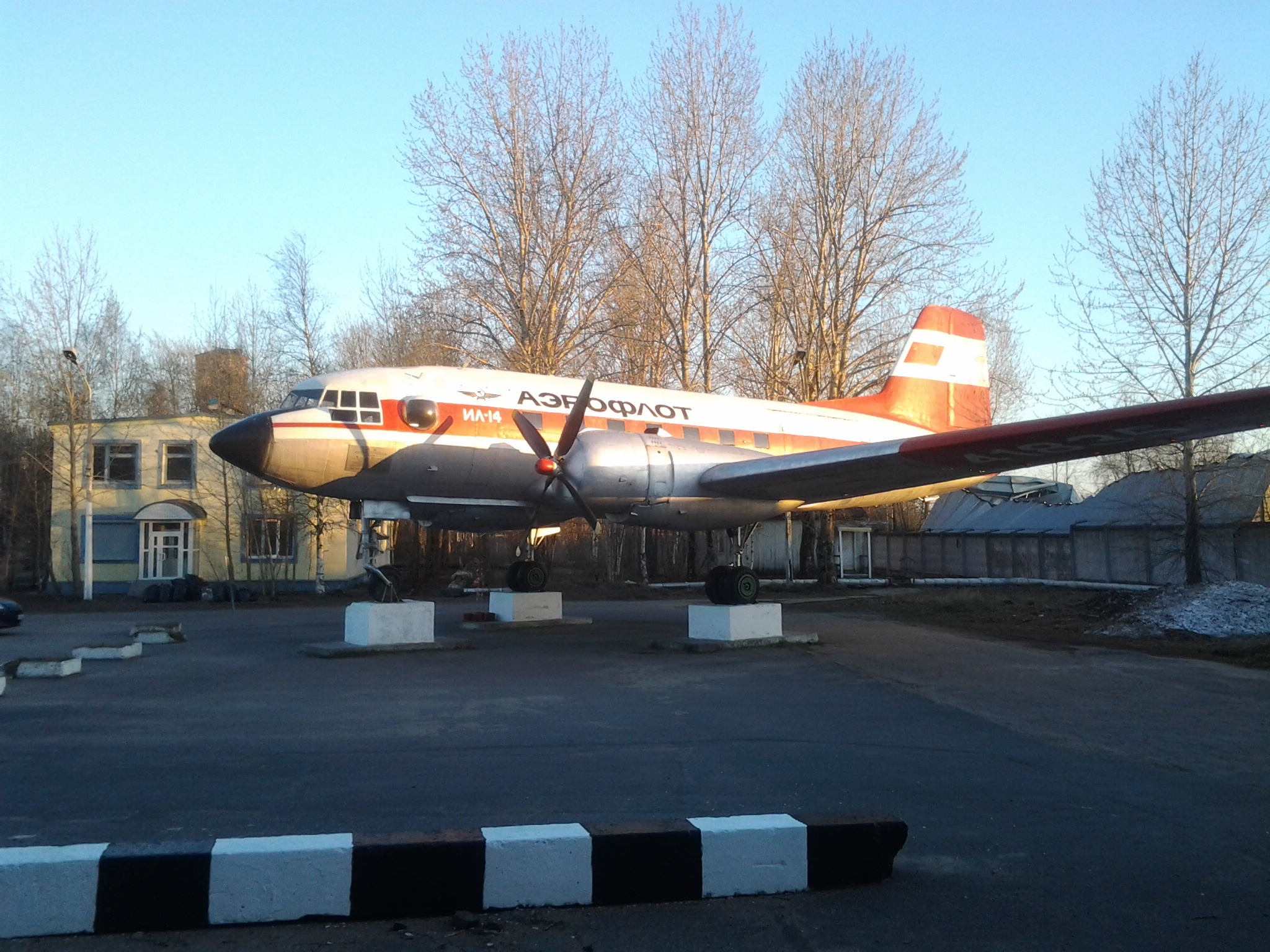
Ил-14 в полярной ливрее у здания аэровокзала

22 июня 1999 года в Талажском авиагородке в память о полке на вечную стоянку поставлен самолёт МиГ-31.
С 1998 год на аэродроме базировалось 89-е отдельное авиационное звено 21-го корпуса ПВО. В 2011 году на основе звена сформировано отдельное транспортное авиационное звено. Западного военного округа.. В его составе 2 Ми-8МТВ-5 и 2 Ан-26.
С ноября 2009 года аэропорт получил допуск к приёму и отправке Airbus A319 и Airbus A320. После реконструкции взлетно-посадочной полосы, длившейся с 1 мая 2023 года по 30 ноября 2023 года аэропорт получил допуск к приему и отправке Boeing 777.

## Реконструкция аэропорта
В 2018 году был обновлён фасад зданий, выполнено благоустройство привокзальной площади. К 2019 году планировалось закончить реконструкцию здания терминала.
1 мая 2023 года началась реконструкция взлётно-посадочной полосы. Она завершилась согласно плану без переноса графиков 30 ноября 2023 года. Первые регулярные рейсы с нового перрона и ВПП отправились 1 декабря 2023 года. На время реконструкции аэропорт был закрыт для приёма и отправления воздушных судов. Региональные рейсы переведены в аэропорт Васьково.

## Инфраструктура

### Терминалы
Аэропорт Талаги состоит из следующих пассажирских терминалов:
- павильон 1 (международные рейсы);
- павильон 2;
- павильон 3 (внутренние рейсы).

На территории аэропорта также работает грузовой терминал.

#### Павильон 1
Открыт 5 ноября 1964 года. С 1995 года используется для международных рейсов.
На первом этаже расположен зал повышенной комфортности для пассажиров внутренних авиалиний, паспортный контроль прилета, зал прилета, таможенная зона прилета. На втором этаже расположена таможенная зона вылета, паспортный контроль вылета, досмотр, зал ожидания. На третьем этаже находится бизнес-зал для международных рейсов.

#### Павильон 2
Открыт 15 марта 2024 года. Используется в качестве зала ожидания для внутренних и международных рейсов..

#### Павильон 3
Открыт в 1972 году. Данный терминал обслуживает рейсы внутренних авиалиний.
В павильоне на первом этаже находится зона прилета, досмотр, зал ожидания. На втором этаже имеется бизнес-зал, зал ожидания.
К павильону примыкают 2 телескопических трапа.

### Гостиницы
На территории аэропорта работает гостиница «АэроОтель».

### Музеи
На территории аэропорта работает Музей авиации Севера.

## Принимаемые типыВС

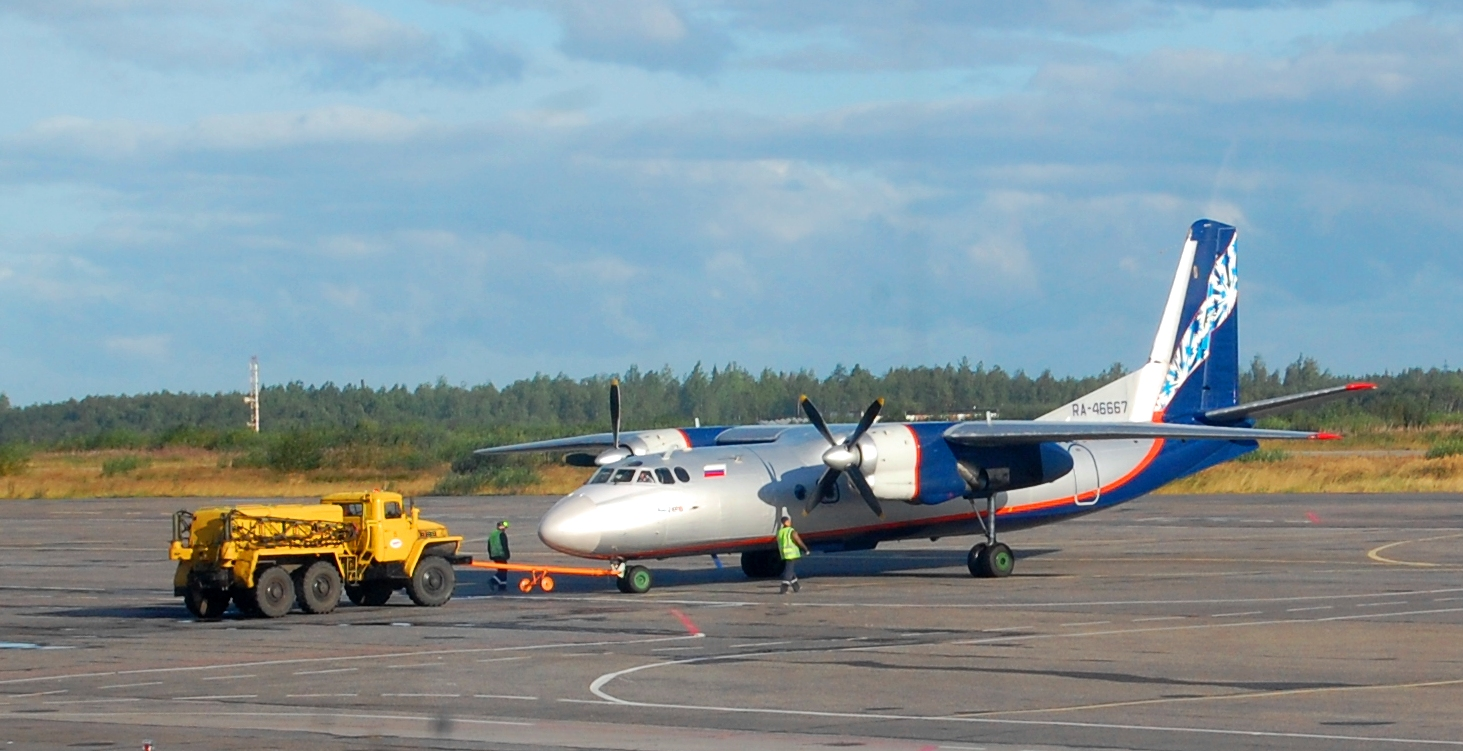
Ан-24РВ в аэропорту Талаги

Ан-12, Ан-24, Ан-26, Ан-28, Ан-30, Ан-32, Ан-72, Ан-74,Ан-124, Ан-148, Ил-14, Ил-18, Ил-76, Ил-114, Л-410, Ту-134, Ту-154, Ту-204, Як-40, Як-42, Sukhoi Superjet 100, Airbus A319, Airbus A320, Airbus A321, Airbus A330, Boeing 737, Boeing 757, Boeing 767, ATR 42, ATR 72, MD-87, SAAB-2000, Embraer ERJ-145, Embraer E-190 и другие типы воздушных судов 3-4 класса, также способен принимать вертолёты всех типов. Классификационное число ВПП (PCN) 44/R/C/X/T.

## Авиакомпании
В аэропорту базируется авиакомпания «SmartAvia».

## Перевозчики и пункты назначения
По состоянию на 2024 год аэропорт выполняет следующие рейсы:

## Пассажиропоток и грузооборот
Данные из запроса в Викиданные.
| год                  | 1981 | 1982 | 1990 | 1996 | 2000 | 2005 | 2008 | 2009 | 2010 | 2011 | 2012 | 2013  | 2014  | 2015  | 2016  | 2017  | 2018  | 2019  | 2020  | 2021   |
| Пассажиры, тыс. чел. |      |      | 952  | 243  | 185  | 328  | 473  | 464  | 641  | 755  | 704  | 759,5 | 797,6 | 799,5 | 729,7 | 891,9 | 942,9 | 922,5 | 644,8 | 1068,8 |
| Грузы, тыс. тонн     |      | 16,5 |      |      | 0,67 |      | 5,15 |      |      |      | 2,99 | 2,90  | 2,55  | 2,30  | 2,29  | 2,51  | 2,01  | 1,77  | 1,76  | 1,87   |
| Почта, тыс. тонн     | 3,93 |      |      |      | 0,12 |      | 1,12 |      |      |      | 0,81 | 0,87  | 0,82  | 0,65  | 0,75  | 0,78  |       | 0,66  | 0,72  | 0,71   |

## Транспортное сообщение
Из аэропорта в город курсируют автобусы маршрута № 12 (с 6:00 до 23:00) малого и большого классов до морского речного вокзала и № 153 до Северодвинска, такси до центра города. Интервал движения автобусов 10—15 минут. Время в пути на автобусе 45 минут.

## Происшествия
- 27 августа 1966 года, произошла авария самолёта Ил-18В, аэропорт Талаги (Архангельск). При чтении контрольной карты при подготовке к взлету экипаж пропустил пункт об отключении механизма стопорения руля высоты. Это обнаружилось во время разбега. Вместо немедленного прекращения взлёта экипаж попытался расстопорить руль, тем самым упустив возможность для безопасной остановки ВС в пределах ВПП. Самолёт выкатился с ВПП на грунт. Правая опора шасси сбила сигнальный фонарь и разрушилась. Столкнувшись с другими препятствиями, самолёт получил значительные повреждения и загорелся. Пожар был быстро ликвидирован, экипаж и пассажиры покинули борт. Самолёт восстановлению не подлежал. На борту было 110 пассажиров, никто не пострадал.
- 1967 год, произошла авария самолёта Ту-128, аэродром Талаги. В процессе захода на посадку экипажу не удалось точно выйти на посадочный курс. В результате после касания ВПП самолёт сошел с неё и полностью разрушился. Экипаж не пострадал. Причины: недостаточная подготовка летчика, слабая подготовка руководителя полетов.
- 1967 год, произошла авария самолёта Ту-128, аэродром Талаги, экипаж в составе: командир АП полковник Коротеев В. Н. и штурман полка. Экипаж выполнял полет по плану курса боевой подготовки с аэродрома постоянного базирования. В процессе выполнения полета произошло полное обесточивание самолёта. Возобновить подачу электроэнергии потребителям не удалось. Вследствие отсутствия электропитания перестали работать подкачивающие насосы топливной системы, что привело к последовательной остановке обоих двигателей. Экипаж благополучно катапультировался в районе г. Холмогоры. Причина: комиссия по расследованию ЛП пришла к заключению, что остановка двигателей вызвана прекращением подачи топлива к двигателям от обеих групп фюзеляжных баков из-за отсутствия электропитания подкачивающих насосов.
- 7 марта 1968 года, произошла авария самолёта Ту-128, аэродром Талаги. ДСМУ. Экипаж выполнял полёт по плану боевой подготовки полка. Во время выполнения захода на посадку в районе аэродрома резко ухудшились погодные условия. Однако командир полка полковник Коротеев не дал экипажу команду на уход на запасной аэродром Петрозаводск. В результате во время выполнения посадки самолёт попал в мощный снежный заряд и посадка была произведена под углом к ВПП. После касания ВПП и незначительного пробега самолёт сошел с ВПП. После попадания на снежные сугробы у самолёта были сломаны шасси, самолёт через 800 м остановился. Начался пожар. Штурман покинул кабину самостоятельно, а лётчик, зацепившись ногой за привязную систему, повис вниз головой. С помощью прибывшей поисково-спасательной команды его удалось освободить. Причина: ошибка в расчёте на посадку при погодных условиях ниже метеорологического минимума. Виновником комиссия признала командира полка, не давшего команду на прекращение полётов на аэродроме и уход самолётов, находящихся в воздухе, на запасной аэродром. Самолёт восстановлению не подлежит.
- 4 августа 1968 года, произошла авария самолёта Ту-128, аэродром Талаги, КК к-н Давидовский А. Г. ДПМУ. Экипаж выполнял полёт по маршруту. В процессе выполнения полёта на высоте 12000 м произошла остановка обоих двигателей. Экипаж благополучно катапультировался.
- 26 августа 1972 года, произошла авария самолёта Ил-18Б, аэропорт Архангельск (Талаги). При заходе на посадку на высоте 20—25 м самолёт попал в зону приземного тумана. После включения фар возник световой экран. КВС потерял контакт с наземными ориентирами. Снижение некоторое время продолжалось, затем КВС всё же принял запоздалое решение об уходе на второй круг и начал визуальный уход на второй круг, во время которого самолёт столкнулся с землёй.
- 21 мая 1974 года, произошла катастрофа самолёта Ту-128, аэродром Талаги. Экипаж выполнял ночной полет длительностью более двух часов в зону дежурства над Баренцевым морем вместе с другими экипажами полка. При заходе на посадку уже при утренней дымке на аэродроме поднялся сильный боковой ветер. Экипаж выполнял посадку с использованием радиотехнических средств посадки курсом 82° со стороны г. Архангельска. После прохождения ближней приводной радиостанции стало ясно, что самолёт находится правее ВПП с траекторией посадки на рулёжную дорожку. Когда летчик заметил ошибку, то начал доворачивать на полосу с большими углами крена, но было уже поздно. На призыв штурмана уйти на второй круг, а также и на аналогичную команду с земли, летчик никак не прореагировал, продолжая доворачивать самолёт на ВПП, с целью посадки сходу. Однако управляемость самолёта на такой скорости недостаточна для выполнения подобного манёвра. Касание ВПП было произведено под углом 30-35° с дальнейшим отходом от неё на 3-4 м. Штурман увидел ВПП из своей кабины через правое стекло и катапультировался, а самолёт через секунду столкнулся с запасным СКП и взорвался, лётчик погиб. Причина: ошибка экипажа при заходе на посадку с сильным боковым ветром.
- 25 марта 1975 года произошла катастрофа самолёта Ту-128УТ, аэродром Талаги, экипаж: КК лётчик-инспектор АПВО полковник Комягин П. И., замкомандира полка подполковник Сафронов Ю. и штурман капитан Пилипенко П. Экипаж выполнял полет на доразведку погоды. После взлета в процессе набора высоты на самолёте сработала сигнализация о пожаре двигателей. Убедившись в том, что на самолёте действительно пожар, экипаж покинул самолёт. В процессе катапультирования штурмана и летчика возникло нарушение в работе системы катапультирования летчика. Вследствие этого, кресла лётчика и штурмана корабля начали движение с незначительным интервалом времени. После выхода кресел за пределы кабины экипажа пламя первой ступени комбинированного стреляющего механизма кресла лётчика ударило по креслу штурмана. Штурман корабля ударился о фюзеляж и погиб. Самолёт упал в реку, пробил лёд и упал на дно. Причиной гибели штурмана явился конструктивно-производственный недостаток в системе блокировки кресла лётчика, вызвавший практически одновременное катапультирование летчика и штурмана. Наиболее вероятной причиной пожара двигателя комиссия назвала появление трещины в топливной магистрали в месте её соединения с авиационным двигателем.
- 8 февраля 1990 года произошла авария МиГ-31, аэродром Талаги, КК командир отряда капитан Ермоленко А. И. и инструктор командир АЭ подполковник Корнеев В. Б. НСМУ. Экипаж выполнял задание по упражнению 53 КБП АПВО ИДД-86 «Вывозной полет в зону с заходом на посадку по дублирующим приборам с использованием радиопеленгатора». После выполнения задания при заходе на посадку подход к ВПП и приземление КК выполнил на повышенной скорости. В результате на пробеге при выпуске ТП на скорости 350 км/ч (вместо допустимой 330 км/ч) один купол оборвался, а второй перехлестнулся и погас. Экипаж по команде РП отключил один двигатель и предпринял энергичные меры для остановки самолёта, однако при боковом ветре 8 м/с на мокрой ВПП сохранить направление пробега по оси ВПП не смог. За 300 м до конца полосы под углом 35° самолёт сошел на грунт и столкнулся с площадкой под прожектор из бетонных плит. Экипаж невредим. Причины: неграмотное использование лётчиком тормозных посадочных устройств самолёта при посадке на мокрую БВПП с повышенной скоростью; нарушение мер безопасности по установке прожектора на позицию, несопряженную с поверхностью лётного поля, что при столкновении с ней привело к разрушению самолёта при сходе его с БВПП. Из-за полученных серьёзных повреждений элементов конструкции планера самолёт восстановлению не подлежит.
- 7 мая 1994 года Ту-134, на борту которого находились 62 человек, был вынужден совершить вынужденную посадку в аэропорту Талаги из-за проблем с гидравликой. После приземления самолёт выкатился за пределы ВПП и столкнулся с ограждением. Никто не погиб, а происшествие получило имя «Лимонадная посадка»[27].
- 12 января 2024 года Як-42 авиакомпании Космос выкатился за пределы полосы 26 в 17:43 по местному времени. О погибших и раненых на данный момент не сообщается, СК РФ начал досудебную проверку.